# Patrick Manson

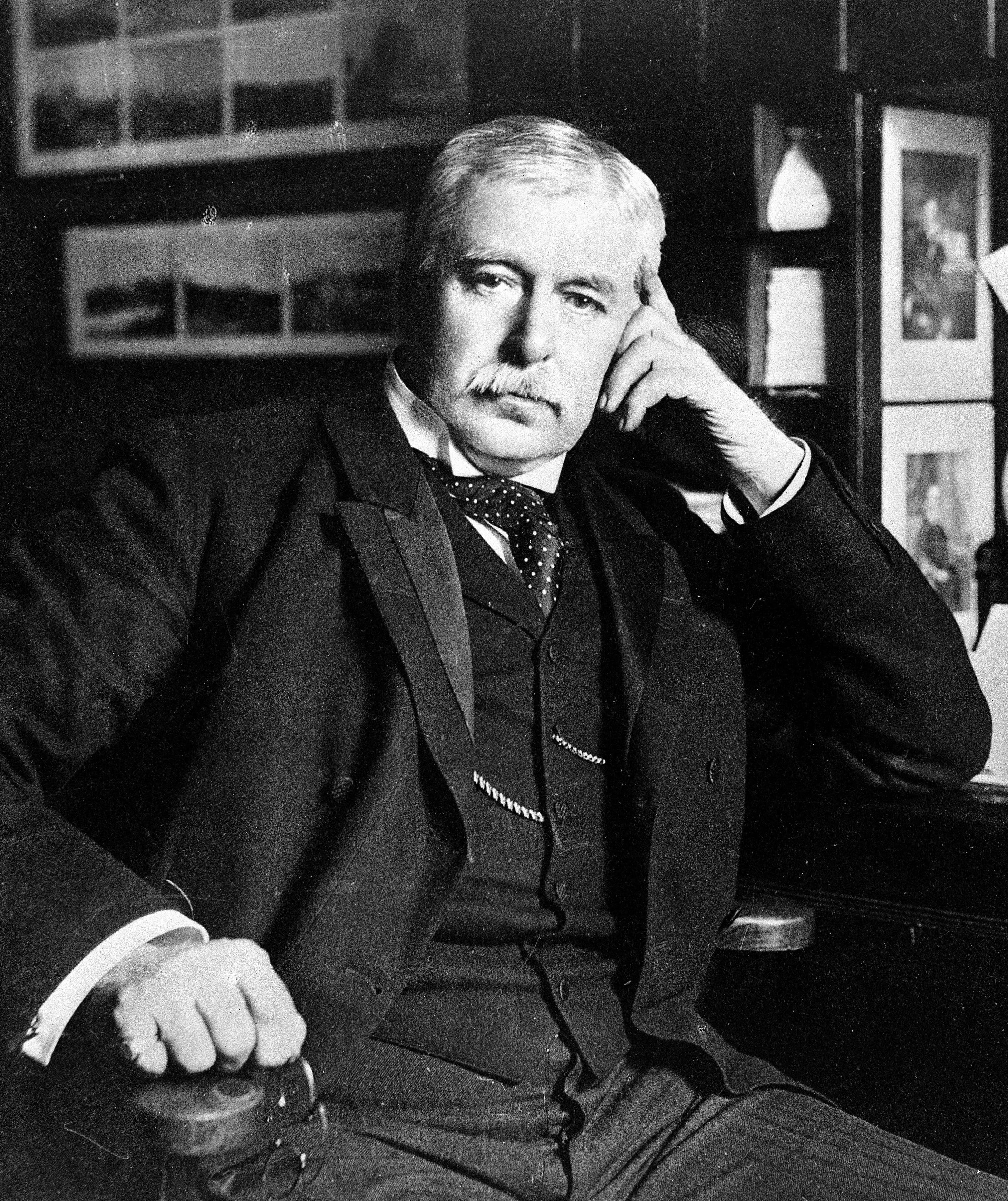
Patrick Manson

Sir Patrick Manson GCMG FRS (3 de outubro de 1844 - 9 de abril de 1922) foi um médico escocês que fez importantes descobertas em parasitologia e foi um dos fundadores do campo da medicina tropical. 

## Vida
Ele se formou na Universidade de Aberdeen com mestrado em Cirurgia, Doutor em Medicina e Doutor em Direito. Sua carreira médica abrangeu Taiwan, China, Hong Kong e Londres. Ele descobriu que a filariose em humanos é transmitida por mosquitos. Esta é a base da medicina tropical moderna, e ele é reconhecido com o epíteto "Pai da Medicina Tropical". Sua descoberta invocou diretamente a teoria mosquito-malária, que se tornou a base da malariologia. Ele acabou se tornando o primeiro presidente da Royal Society of Tropical Medicine and Hygiene. Ele fundou o Hong Kong College of Medicine for Chinese (posteriormente absorvido pela Universidade de Hong Kong) e a London School of Hygiene & Tropical Medicine.
Manson foi infligido com gota durante seu serviço na China. Sua condição recorrente piorou com a idade. Ele morreu em 1922.

## Publicações
- Manson's Tropical Diseases : a Manual of the Diseases of Warm Climates (1898);[6] 7th edition. [S.l.]: Cassell. 1921
- Lectures on Tropical Diseases (1905);
- Diet in the Diseases of Hot Climates (1908), com Charles Wilberforce Daniels (1862–1927).